# Rura przy Oknie
Rura przy Oknie – jaskinia w Dolinie Kościeliskiej w Tatrach Zachodnich. Ma dwa otwory wejściowe znajdujące się w zachodnim zboczu środkowej części Wąwozu Kraków, w pobliżu Jaskini pod Oknem i jaskini Krakowskie Okno, na wysokościach 1200 i 1210 m n.p.m. Długość jaskini wynosi 25 metrów, a jej deniwelacja 10,50 metrów.

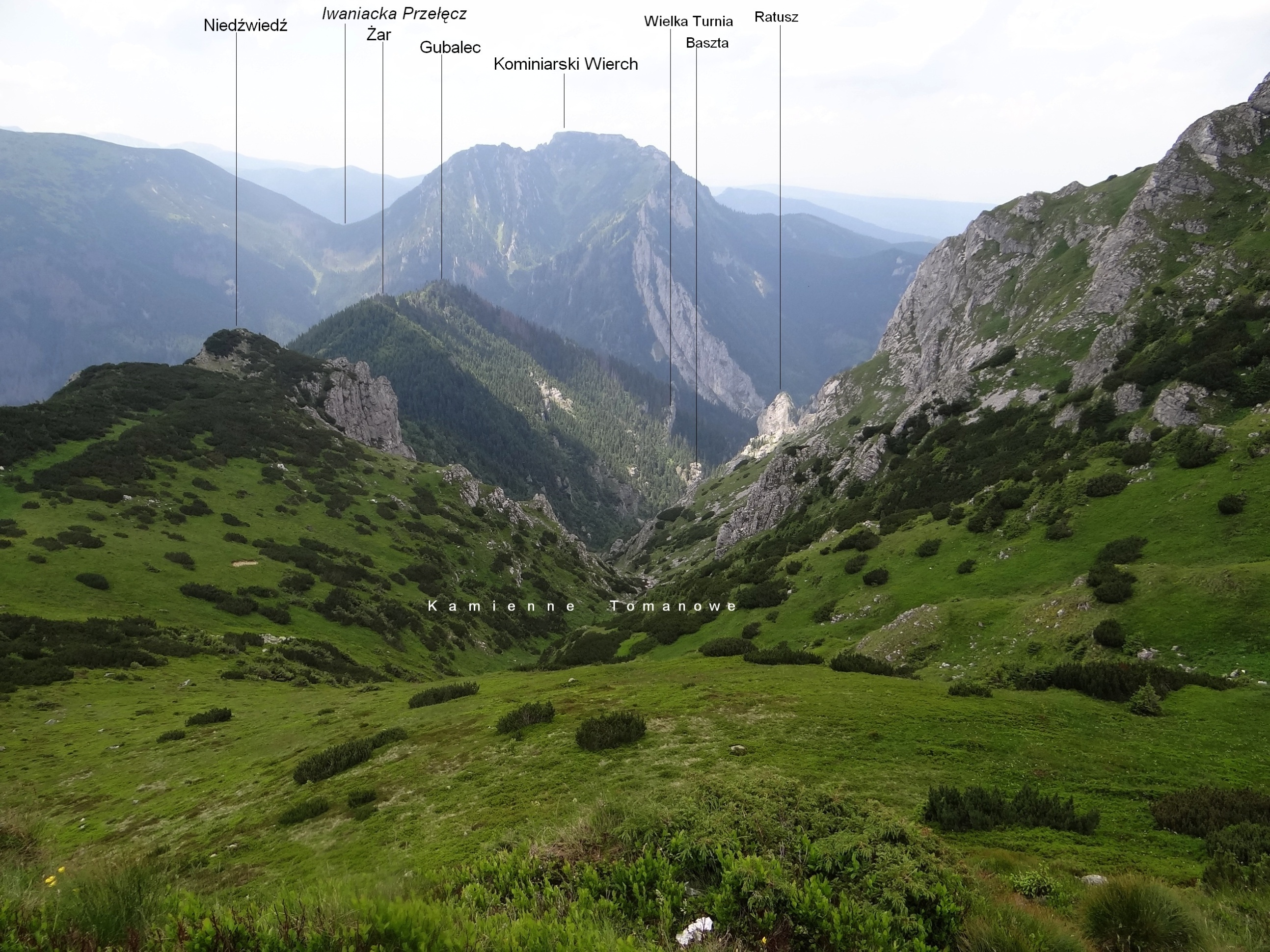
Widok na górną i środkową część Wąwozu Kraków

## Opis jaskini
Za niżej położonym otworem korytarz rozgałęzia się. Jeden ciąg idzie w górę i po około 7 metrach kończy się ślepo. Drugi ciąg zaczyna się 4-metrowym kominkiem, za którym po paru metrach dochodzi się do górnego otworu.

## Przyroda
Prawie w całej jaskini jest widno. Roślinność nie występuje.

## Historia odkryć
Jaskinia była zapewne znana od dawna. 9 września 2006 roku M. Czart i J. Nowak sporządzili jej plan i opis.